# 구즉초등학교
구즉초등학교는 대한민국 대전광역시 유성구 봉산동에 있는 공립 초등학교이다.

## 학교 연혁
- 1937년 6월 25일 구즉공립보통학교 개교(1학급)
- 1938년 4월 1일 구즉공립심상소학교로 개칭[2]
- 1941년 4월 1일 구즉공립국민학교로 개칭[3]
- 1946년 3월 1일 구즉국민학교로 개칭
- 1946년 11월 12일 문지분교장 분리
- 1983년 3월 1일 병설유치원 개원
- 1996년 3월 1일 구즉초등학교로 개칭[4]
- 1997년 3월 1일 대동초등학교[5] 폐교로 통합(30명, 8학급편성)
- 2009년 9월 1일 구즉초등학교 교사 재건축(24학급)
- 2021년 2월 10일 제80회 88명 졸업(총 5768명)
- 2021년 3월 1일 초등 25학급(특수 1학급), 유치원 2학급 편성
- 2022년 2월 11일 제81회 81명 졸업(총 5849명)
- 2022년 3월 1일 초등 25학급(특수 1학급), 유치원 2학급 편성

## 학교 상징
- 교화 : 개나리 - 개나리는 시련과 역경을 이겨내는 투지와 근면성을 가지고, 항상 순수성을 지닌 자랑스런 구즉 어린이로 자라남을 의미한다.
- 교목 : 은행나무 - 은행나무 잎, 열매, 나무 모두가 유용하게 쓰이는 보은수처럼 쓸모있는 인재를 기르는 학교를 의미 한다.

## 참고 자료
- 구즉초등학교 - 한국교육학술정보원 학교알리미